# Vercassivellauno
Vercassivellauno  (in latino Vercassivellaunus, ma anche Vergasillauno, in latino Vergasillaunus; ... – post 52 a.C.) è stato un principe e condottiero gallo, aristocratico della regione gallica dell'Arvernia, cugino di Vercingetorige.
Etimologicamente il nome "Vercassivellauno" significa "Il comandante supremo della battaglia" e, come il nome Vercingetorige, presenta il prefisso ver- ("supremo").
La persona di Vercassivellauno è strettamente collegata alla insurrezione Gallica del 52 a.C., e in particolare alla battaglia di Alesia. In essa, egli venne in soccorso del cugino con la sua "tribù" contro Cesare e fu capo della coalizione giunta in soccorso a Vercingetorige con Commio, Viridomaro ed Eporedorige. Nel giorno decisivo della battaglia, il 24 settembre, guidò in persona l'assalto ai bastioni esterni della doppia palizzata di Cesare con 60.000 fanti, parallelamente al punto in cui attaccò Vercingetorige. Entrambi miravano a ricongiungere le file dell'esercito Gallico e solo così i Romani sarebbero stati sconfitti. Ma il ricongiungimento non avvenne, e la fanteria di Vercassivellauno fu attaccata sul lato dai fanti al comando di Cesare in persona e dalla cavalleria di Tito Labieno, la quale aveva in precedenza sconfitto i cavalieri di Commio.
Contemporaneamente, all'interno, Vercingetorige fu respinto. Vercassivellauno fu catturato mentre cercava di fuggire con il resto dell'esercito .